# Lait cru
Le lait cru est un lait animal brut, qui n'a pas subi de pasteurisation, de stérilisation, de thermisation, de microfiltration, d'ultrafiltration. Un lait cru n'a jamais excédé la température de 40 degrés Celsius, c'est-à-dire proche de la température du corps de l'animal.
La consommation de lait cru a progressivement cessé principalement dans les milieux urbains occidentaux, après la découverte de la pasteurisation en 1864, mais elle s'est maintenue dans les milieux ruraux et particulièrement dans les régions où l'élevage du bétail est présent. En de nombreux endroits où la consommation du lait cru sous forme de lait est rare ou inexistante, il existe toutefois des fromages au lait cru.

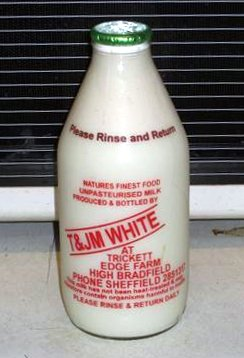
Sur cette bouteille de lait du commerce anglais est indiqué : « Ce lait n'a pas été traité par la chaleur et peut contenir des organismes dangereux pour la santé ».

## Microbiologie du lait cru
L'objectif des éleveurs et de l'industrie laitière est de fournir un lait sain.
Pour les conditions générales d'hygiène de la traite et du transport du lait, voir Récupération du lait de vache et Réfrigération et conditionnement.

### Contaminations éventuelles les plus fréquentes et contrôles
Chez les animaux sains, le lait sort de la mamelle sous forme quasi-stérile, mais les infections de la mamelle (mammites) sont nombreuses, ce qui débouche souvent sur des contaminations par des staphylocoques, streptocoques ou par Escherichia coli.
Qu'il soit destiné à être consommé cru ou non, le lait doit être récolté, réfrigéré et transporté dans les meilleures conditions d'hygiène et de propreté. Cependant, malgré toutes les précautions prises, lors de la traite, le lait  peut être contaminé par la terre, la paille, les mouches, les déjections, sources riches en micro-organismes sporulés (Bacillus, Clostridium), Micrococcus, salmonelle et listeria.
Les bidons de transport, les machines à traire, les cuves réfrigérées et camions citernes réfrigérés, bien qu'ils soient systématiquement lavés et désinfectés, peuvent être la source d'une contamination indésirable du lait qui ne peut plus être corrigée si le lait doit être consommé cru.
Le lait cru et son processus de production font l'objet de contrôles sévères dans la plupart des pays autorisant sa vente. Les lots défectueux sont retirés du marché. L'autorisation de vente peut être accordée ou non et parfois retirée aux producteurs par les services sanitaires.
Les pays interdisant la commercialisation de lait cru fondent leur jugement sur un historique d'intoxications alimentaires mettant essentiellement en cause les salmonelles, Escherichia coli et la listeria.

### Études autour du lait cru
En 1997, une étude montre que le lait cru limite naturellement le développement des bactéries Escherichia coli, et Listeria monocytogenes[précision nécessaire], quant à Campylobacter jejuni sa présence et sa persistance possible réaffirment la nécessité de la pasteurisation du lait, résultat d'une étude effectuée en 1982.
Contrairement à ce qui était dit de ce type d'aliment, les fromages élaborés à base de laits crus assurent leur propre défense contre la prolifération de Listeria monocytogenes. La chute de la biodiversité microbienne des fromages à base de laits microfiltrés ou des laits pasteurisés favorise la croissance de Listeria monocytogenes, qui prolifère en cours d’affinage.

## Vertus
Tout comme le lait maternel destiné aux nourrissons qui doit être consommé cru, le lait cru des animaux présente des avantages nutritionnels par rapport au lait pasteurisé. Des études montrent que le lait cru agit, entre autres, comme un anti-bactérien, un anti-oxydant et qu'il exerce une action préventive et curative contre les allergies et l'asthme,. Ces études sont toutefois controversées et ont été remises en cause, ces effets seraient plutôt dus à une différence de mode de vie qu'à la consommation de lait cru,.
Les aliments crus offrent généralement davantage de vitamines, de minéraux et d'enzymes, qui peuvent servir à la digestion, que ces mêmes aliments cuits. C'est un des arguments en faveur du crudivorisme. Cependant sur un plan général, il n'existe pas de différence significative entre le lait cru et le lait pasteurisé.

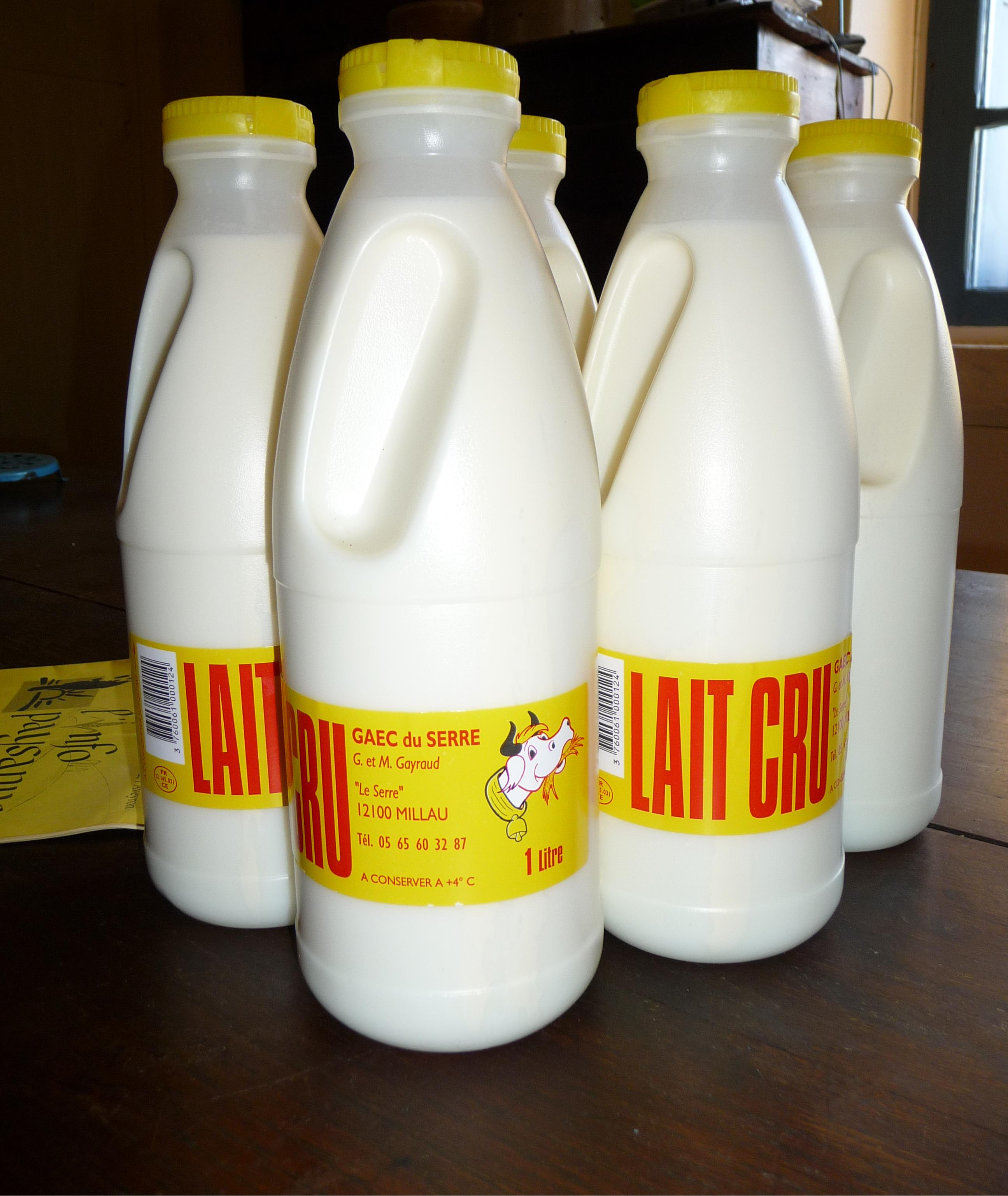
Lait cru de vache commercialisé dans certains supermarchés du Massif central.

## Dangers
Le lait cru ne sera pas exempt des bactéries infectieuses qui viennent de l'animal qui l'a fabriqué ou des conditions d'entreposage ou de transport insalubres. Cela justifie donc les efforts des éleveurs et des laiteries pour améliorer sans cesse l'hygiène dans leur mode de production.
En matière de santé publique, comme la listériose est la troisième infection néonatale après les infections à Escherichia coli et streptococcus, il convient de respecter scrupuleusement les normes européennes de commercialisation du lait, ceci étant possible grâce aux techniques de réfrigération, et aux pratiques de suivi sanitaire des troupeaux.
Le lait cru mal conservé, porteur des germes ci-dessus (en particulier de listeria et aussi de germes de zoonoses) était une grande cause de mortalité infantile dans les villes au XIXe siècle,. La pasteurisation a permis le transport et la conservation du lait dans des conditions sanitaires acceptables.
Les zoonoses comme la brucellose, la tuberculose, la fièvre typhoïde et la listériose étaient des maladies présentes de manière endémique dans les cheptels jusqu'au milieu du XXe siècle.
En 2015, l'Autorité européenne de sécurité des aliments (AESA) publie une étude sur l'évaluation du risque posé par la consommation de lait cru qui concluait que les risques d'infection étaient importants mais que les cas réels étaient relativement peu nombreux, bien que les statistiques ne soient pas complètes. Les microbes en cause sont essentiellement Campylobacter, Salmonella (fièvre typhoïde), Escherichia coli (STEC) et le virus de l'encéphalite (TBEV). L'étude n'est pas parvenue à mettre en évidence une étape spécifique de contamination susceptible d'amélioration.

## Statut juridique
Les législations sur le commerce du lait cru et du fromage au lait cru varient à travers le monde et même à l'intérieur d'un même pays, comme aux États-Unis et au Canada.

### Australie
Le lait cru y est interdit à la vente, tout comme le fromage au lait cru. Toutefois, récemment, deux fromages roquefort y ont été tolérés.

### Afrique et Asie
Le lait est généralement consommé cru sur ces continents et aucune loi n'encourage ni ne restreint cette consommation.

### Canada
La vente de lait cru au Canada est interdite. La pasteurisation du lait y est devenue obligatoire en 1991. La vente de fromage fabriqué avec du lait cru de brebis, de chèvre ou de vache y est toutefois permise, mais le fromage au lait cru doit vieillir au moins 60 jours. Au Québec, cependant, on permet depuis 2008 un vieillissement plus court sous certaines conditions strictes.
Santé Canada décourage fortement la consommation de lait cru, à cause des bactéries néfastes qu'il peut contenir, et met en garde les femmes enceintes et les personnes immunodéprimées contre les risques des fromages au lait cru et de certains autres fromages.

#### Québec
C'est au Québec que s'est faite la première percée du fromage au lait cru en Amérique du Nord. Luc Mailloux commença à travailler à sa ferme Piluma à Saint-Basile en 1974, d'où il élabora, dans les années 1990 le premier des laits crus au Québec, le « Saint-Basile ». Quoiqu'il dût se battre contre les normes du MAPAQ, il élabora un deuxième fromage au lait cru en 1998, le Lechevalier-Mailloux, qui devint champion dans toutes les catégories au Grand Prix des fromages canadiens en 1998, 1999 et 2000. À ce moment, un autre fromage au lait cru est déjà né au Québec : le Pied-De-Vent mais le transformateur laitier, propriétaire de la marque, passera au lait thermisé en 2012.
En 2008 une crise de listeria a frappé les fabricants de fromage au Québec. L'origine de l'épidémie était des fromages de lait pasteurisé mais de nombreux cas de contamination croisée ont été mis en évidence au niveau de la commercialisation. À cause des nombreuses fermetures d'usines et de points de vente, ainsi que de la médiatisation de la crise (qui intervenait après une autre épidémie de listériose ayant pour vecteur des transformations charcutières en Ontario), les ventes de fromages fermiers et particulièrement des fromages au lait cru ont été très affectées mais se sont rétablies progressivement. Les exigences de contrôle des productions artisanales et fermières ont été renforcées. Parallèlement, un plan a été mis en place pour aider le secteur. L'enchaînement des faits reflète une opinion relativement ambivalente des pouvoirs publics vis-à-vis des fromages artisanaux, fermiers et/ou au lait cru.

### États-Unis
Vingt-huit États autorisent la vente de lait cru.

### Europe

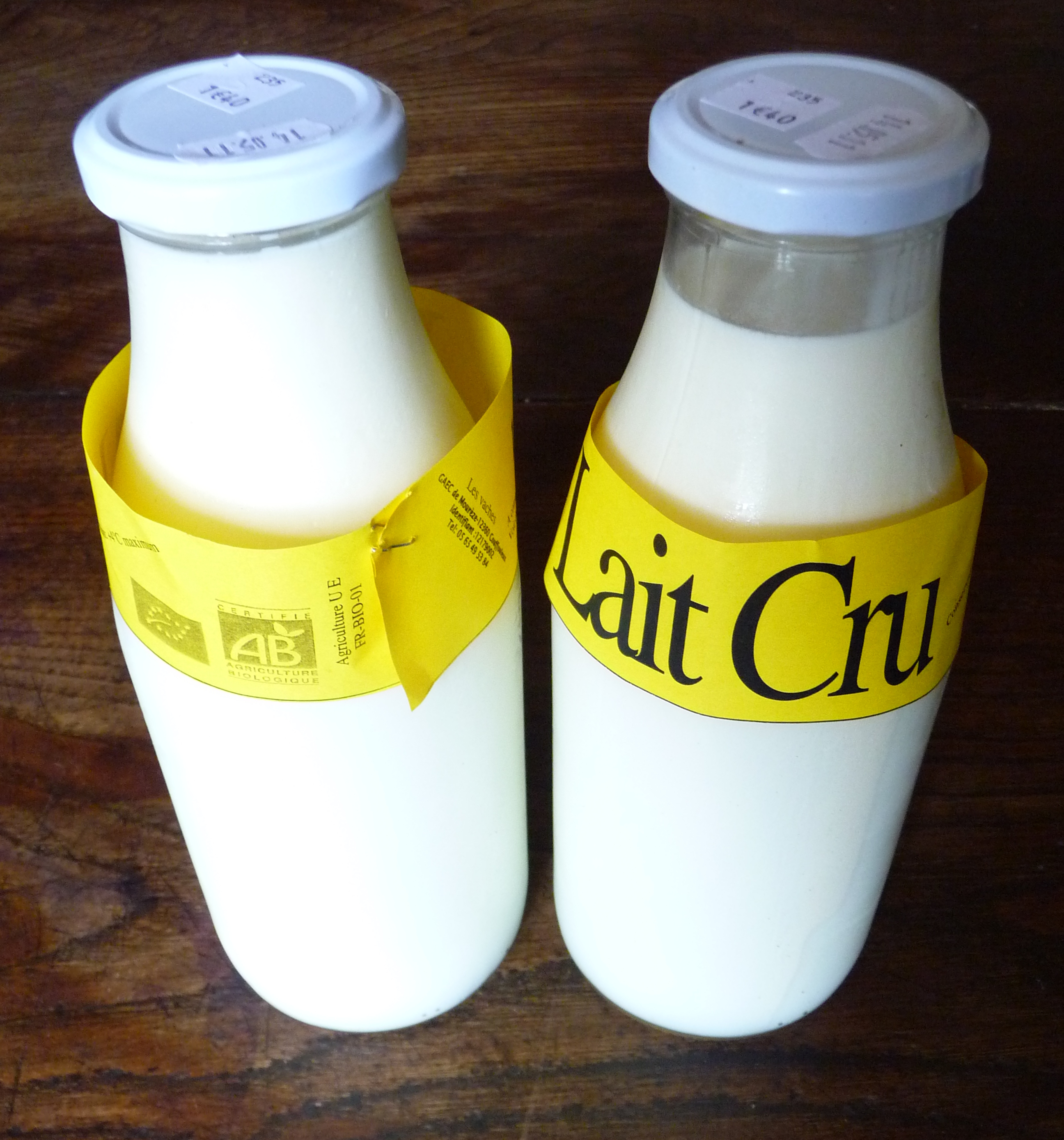
Bouteilles de lait cru de vache proposées à la vente directe de l'éleveur au consommateur.

En France, la vente du lait cru est redevenue légale en 1966, et cela a été repris par une directive de l'Union Européenne.
Par l'arrêté du 6 août 1985, l'éleveur-producteur devait disposer d'une « patente sanitaire » pour la vente directe de lait cru, elle est remplacée depuis l'arrêté du 13 juillet 2012, par une « autorisation de produire et de mettre sur le marché du lait cru de bovinés, de petits ruminants et de solipèdes domestiques remis en l’état au consommateur final » de la direction départementale de la cohésion sociale et de la protection des populations,.
La vente de lait cru de vache est légale dans plusieurs autres pays, dont l'Allemagne, les Pays-Bas, le Danemark et l'Italie, l'Irlande et une partie du Royaume-Uni. L'Espagne, la Pologne, l'Écosse interdisent la vente du lait cru de vache. La vente de lait cru de chèvre, de brebis, de buffle, d'ânesse et de jument est autorisée dans certains pays dont la France. L'Italie et la France disposent même de distributeurs automatiques de lait cru dont la plupart sont publiquement accessibles et offrent une disponibilité permanente à toute heure du jour ou de la nuit.